# Hispano-Suiza 14AB
Hispano-Suiza 14AB, někdy označovaný také jako Hispano-Suiza 80, byl francouzský vzduchem chlazený čtrnáctiválcový dvouhvězdicový letecký motor. V roce 1929 společnost Hispano-Suiza zakoupila licenční práva k rodině motorů Wright Whirlwind, a jejich technická řešení použila při vývoji řady hvězdicových motorů odlišujících se vyššími zdvihovými objemy, počtem válců a výkony.
Nejvýznamnějším z této série byl 14AB, velmi kompaktní konstrukce s relativně dobrými výkony, který vznikl v počtu okolo 2 500 kusů. Trpěl ale problémy s chlazením, a mnoho letounů původně zkonstruovaných s tímto typem bylo překonstruováno pro použití spolehlivějších motorů řady Gnome-Rhône 14M, či importovaných motorů Wright nebo Pratt & Whitney R-1535.

## Varianty
- 14AB-00
- 14AB-02
- 14AB-12
  - výkon 800 hp (596,6 kW)
- 14AB-13
  - výkon 800 hp

## Použití
- Breguet 691
- Fokker G.I (prototyp)
- Potez 630

## Specifikace (Hispano-Suiza 14AB-00)
Údaje podle

### Hlavní technické údaje
- Typ: přeplňovaný čtyřdobý zážehový čtrnáctiválcový dvouhvězdicový motor chlazený vzduchem
- Vrtání: 135 mm
- Zdvih: 130 mm
- Zdvihový objem: 26,05 l
- Celková délka: 1 530 mm
- Průměr: 1 010 mm
- Suchá hmotnost: 495 kg

### Součásti
- Ventilový rozvod: OHV, dva ventily na válec
- Kompresor: jednorychlostní odstředivý mechanický kompresor, kompresní poměr 9,38:1
- Palivový systém: karburátorový
- Palivo: 87 oktanový letecký benzín
- Chlazení: vzduchem
- Reduktor: 1,6:1

### Výkony
- Výkon:
  - 475 kW (637 hp) při 2 400 otáčkách za minutu (startovní výkon)
  - 501 kW (671 hp) při 2 400 otáčkách ve výšce 3 500 m
- Měrný výkon: 19,23 kW/l
- Kompresní poměr: 7:1
- Měrná spotřeba paliva: 322 g/kW•hod
- Poměr výkon/hmotnost: 0,83 kW/kg (startovní)